# ルイジ・デ・カーニオ
ルイジ・"ジジ"・デ・カーニオ（Luigi "Gigi" De Canio, 1957年9月26日 - ）は、イタリア・マテーラ出身の元サッカー選手、現サッカー指導者。現役時代のポジションはDF。名前は「デ・カーニオ」であり、「ディ・カーニオ」と混同されるが間違いである。レッジーナ・カルチョ時代に中村俊輔を指導した事がある。

## 来歴
ペスカーラ・カルチョにて結果を残し、ウディネーゼ・カルチョの監督に招聘される。2000年にはUEFAインタートトカップを獲得するが成績不振で翌年に解任される。
その後、レッジーナ・カルチョやACシエーナではセリエA残留に成功するが、SSCナポリではセリエA昇格を果たせなかった。2007年にはチャンピオンシップのクイーンズ・パーク・レンジャーズFC監督に就任するも、昇格には失敗する。
2009年3月に、成績不振によるマリオ・ベレッタ解任を受けてUSレッチェ監督に就任。しかしチームの得点力不足や不安定な守備を改善できず、降格を回避できなかった。1年でセリエAに昇格し、2010-11シーズンのセリエAに残留に成功した。
2012年4月24日、解任されたアルベルト・マレザーニの後任として8年ぶりにジェノアCFCの監督に就任し、チームを残留に導いた。同年10月21日にASローマに敗れ、解任された。
2016年3月14日、ステファノ・コラントゥオーノの後任としてセリエAで16位に沈むウディネーゼ・カルチョとシーズン終了までの契約を結んだ。

## 選手経歴
- FCマテーラ 1975−1977
- ブリンディジ・スポルト 1977-1978
- FCマテーラ 1978-1979
- SSキエーティ 1979-1981
- FCマテーラ 1979-1981
- ASリヴォルノ・カルチョ 1986
- USプロ・イタリア・ガラティーナ 1986-1987
- CSピストリッチ 1987-1989

## 指導歴
- CSピストリッチ 1988-1993
- ACサヴォイア1908 1993-1995
- ACシエーナ 1995-1996
- ACカルピ 1996-1997
- ルッケーゼ 1997-1998
- ペスカーラ・カルチョ 1998-1999
- ウディネーゼ・カルチョ 1999-2001
- SSCナポリ 2001-2002
- レッジーナ・カルチョ 2002-2003
- ジェノアCFC 2004
- ACシエーナ 2005-2006
- クイーンズ・パーク・レンジャーズFC 2007-2008
- USレッチェ 2009.3-2011
- ジェノアCFC 2012.4-2012.10
- カルチョ・カターニア 2013.10-2014.1
- ウディネーゼ・カルチョ 2016.3-2016.6
- テルナーナ・カルチョ 2018-

## タイトル

### 現役時代
マテーラ
- セリエD : 1975-76（ジローネH）
- セリエC1 : 1978-79（ジローネB）

### 指導者時代
ウディネーゼ
- UEFAインタートトカップ : 2000
- セリエB : 2009-10